# Klasztor Świętego Mikołaja Odpoczywającego

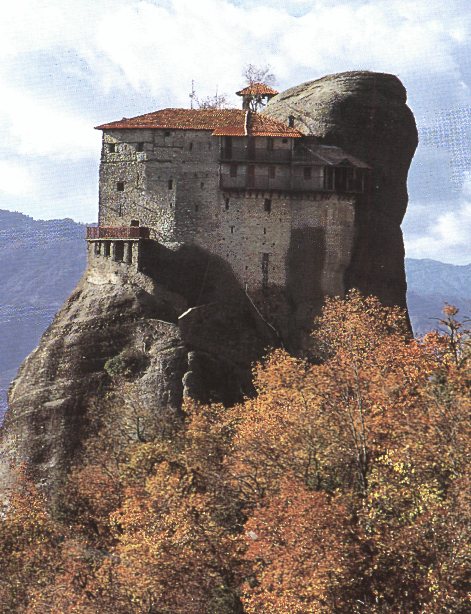
Klasztor Świętego Mikołaja Odpoczywającego

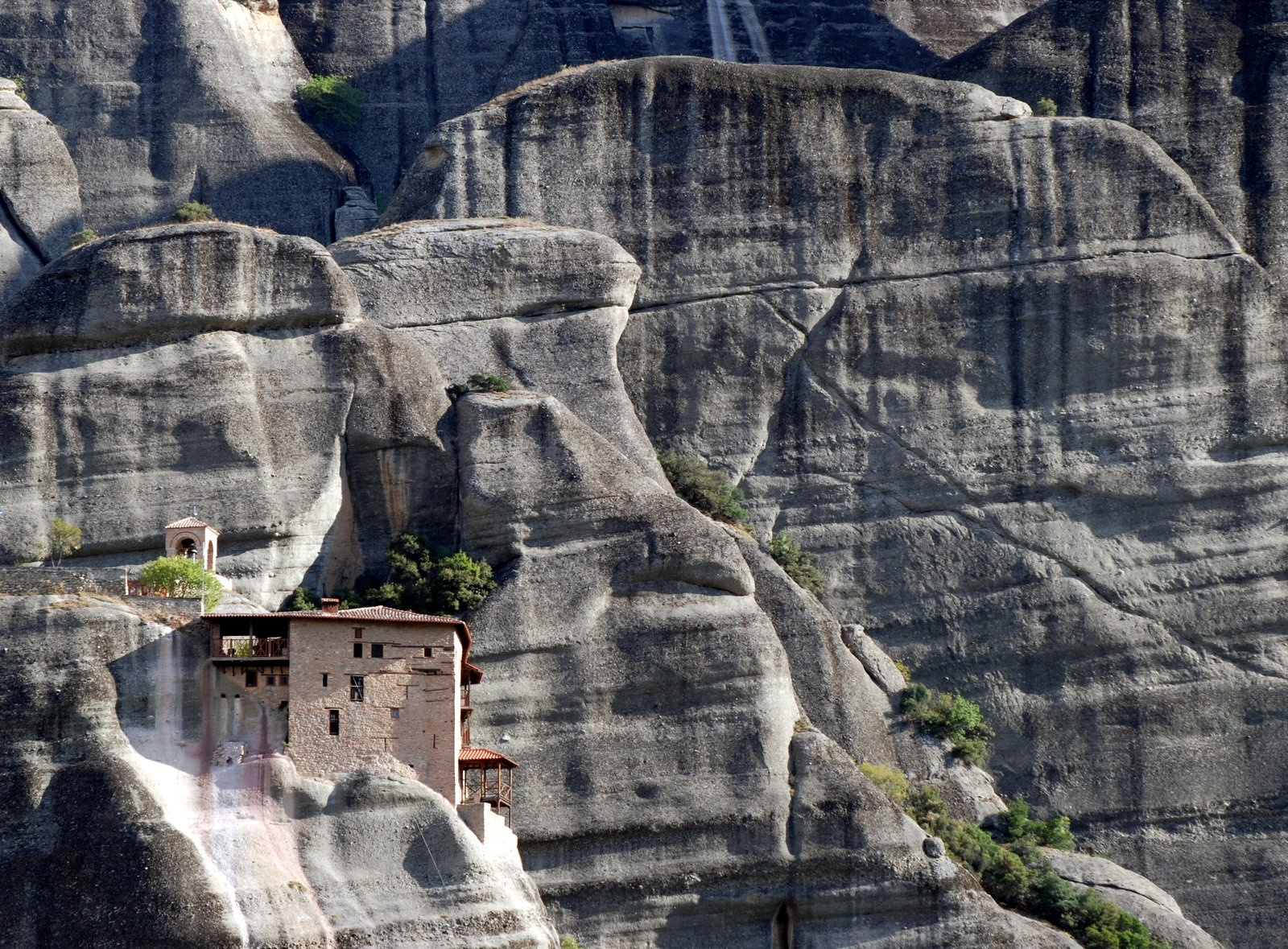
Klasztor na tle formacji skalnych Meteorów

Klasztor Świętego Mikołaja Odpoczywającego (gr. Μονή Αγίου Νικολάου Αναπαυσά = Moni Ajiu Nikolau Anapafsa) – grecki monastyr, najmniejszy ze współcześnie działających klasztorów w Meteorach.

## Położenie
Położony jest w zachodniej części Meteorów, tuż ponad wioską Kastraki, na szczycie wąskiej 80-metrowej skały, pomiędzy ruinami monasterów św. Jana Chrzciciela i Pantokratora. Prowadzi do niego osiemdziesiąt bardzo stromych stopni. Dość trudne, strome podejście oraz maleńkie rozmiary budowli sprawiają, że należy on do rzadziej odwiedzanych przez turystów. Słynie (oprócz typowych zabytków) z niezwykłych pejzaży formacji skalnych, których widok roztacza się z jego tarasu.

## Historia
Zorganizowane życie monastyczne pojawiło się tutaj w pierwszej połowie XIV w., a klasztor istniał już pod koniec XIV w. Cerkiew św. Mikołaja została wybudowana i pokryta malowidłami w XVI w. W 1909 w klasztorze nikt nie mieszkał, a mury niszczały. W pierwszych latach II wojny światowej został uszkodzony przez niemieckie bomby. W latach sześćdziesiątych XX w. rozpoczęto renowację, ukończoną na początku XXI w. Oczyszczono wtedy freski, wzmocniono budynki oraz zbudowano kamienny chodnik, wiodący do furty klasztornej przez zarośla.
Brak jest informacji na temat, ilu mnichów zamieszkiwało klasztor w czasach świetności. Współcześnie żyje tu tylko jeden mnich – archimandryta Polikarp.

## Architektura
Jego układ architektoniczny charakteryzuje się nietypową konstrukcją. Usytuowanie na szczycie iglicy skalnej wymusiło piętrowy układ budynków, wtopionych częściowo w skałę. Na pierwszym poziomie znajduje się maleńka kaplica św. Antoniego z malowidłami z XIV w. oraz krypta, w której niegdyś przechowywano kodeksy i relikwie. Na następnym poziomie jest katolikon pod wezwaniem św. Mikołaja z malowidłami z 1527 wykonanymi przez młodego Teofanisa Strelitzasa z Krety. Jego obrazy przedstawiają rozmaite sceny biblijne (np. Jonasz w paszczy wieloryba, Sąd Ostateczny, Wesele w Kanie Galilejskiej, Modlitwę Dziewicy) i pełnopostaciowe wizerunki świętych. Do najcenniejszych malowideł należą: Bogurodzica (w sanktuarium), Pantokrator (w kopule) oraz Zaśnięcie św. Mikołaja i Kuszenie Chrystusa. W niewielkim narteksie znajduje się malowidło przedstawiające Adama nadającego nazwy zwierzętom. Fresk ten pozbawiony jest bizantyjskiej powagi, a obok słonia, konia, pantery, koguta i kilku innych zwierząt widnieją baśniowe stwory w rodzaju bazyliszka. Na trzecim, ostatnim poziomie jest stary refektarz pokryty freskami, dziś zamieniony w salę przyjęć, a także ossuarium i kaplica św. Jana Chrzciciela.

## Freski klasztorne – galeria

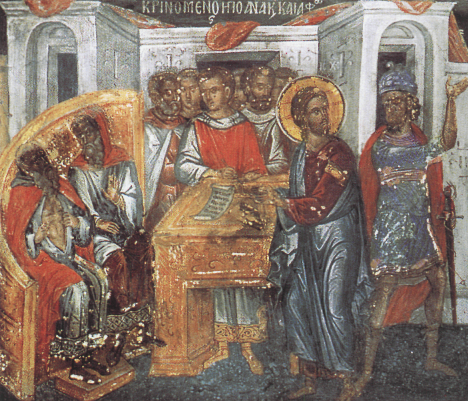
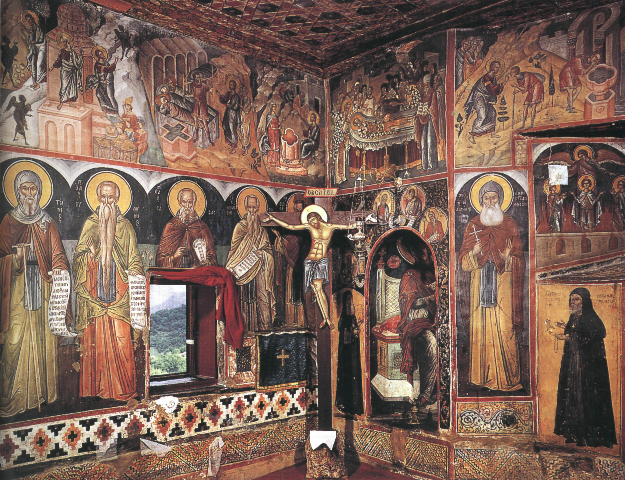
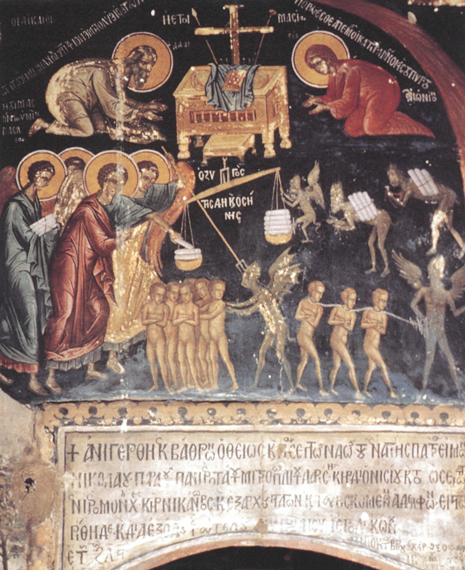
Sąd Ostateczny
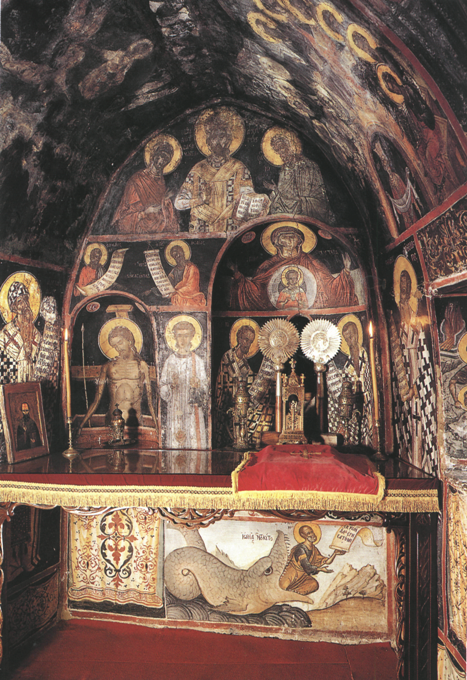
Jonasz w paszczy wieloryba (w dolnej części zdjęcia)
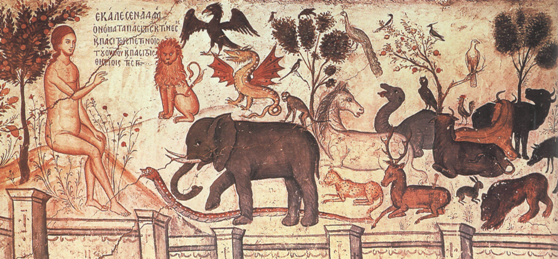
Adam nadający nazwy zwierzętom